# Annabel Wright
Annabel Wright ist eine britische Theater- und Filmschauspielerin.

## Leben
Wright studierte Schauspiel und Schreiben an der Royal Academy of Dramatic Art, die sie nach drei Jahren mit Bachelor of Arts verließ. 2007 war sie in zehn Episoden der Fernsehserie Hanrahan Investigates in der Hauptrolle der Detective Wright zu sehen. 2011 war sie in Sniper – Reloaded in der Rolle der Lt. Ellen Abramowitz zu sehen. 2014 folgte eine Rolle im Fernsehfilm Shark Rampage, in dem sie neben Philip Bulcock spielt. Mit diesem spielte sie bereits 2007 in Hanrahan Investigates gemeinsam, der dort die männliche Serienhauptrolle übernahm. Im selben Jahr war sie in zwei Episoden der Fernsehserie Casualty in der Rolle der Jenny Cowan zu sehen. 2015 übernahm sie im Tierhorrorfernsehfilm Lake Placid vs. Anaconda die Rolle der Sarah Murdoch.

## Filmografie (Auswahl)
- 2007: Hanrahan Investigates (Fernsehserie, 10 Episoden)
- 2009: Crisis Control (Fernsehserie)
- 2009: Lightning Strikes (Fernsehfilm)
- 2009: Liar’s Dice
- 2010: Godforsaken
- 2011: Sniper – Reloaded (Sniper: Reloaded)
- 2011: Everybody Knows My Name (Kurzfilm)
- 2014: Casualty (Fernsehserie, 2 Episoden)
- 2014: Shark Rampage (Fernsehfilm)
- 2015: Lake Placid vs. Anaconda (Fernsehfilm)
- 2021: Vengeance Is Mine
- 2021: Emmerdale (Fernsehserie, Episode 1x9235)

## Theater (Auswahl)
- Daisy Pulls It Off, Regie: Ellis Jones, Vanborough Theatre
- A Small Family Business, Regie: Robin Midgley, Vanborough Theatre
- The Fence, Regie: Howard Barker, The Wrestling School
- Revolving Door, Regie: Kate Sargeant, Theatro Technis Theatre
- Pippi Longstockings, Regie: Ben Anderman, Birmingham Rep/UK Tour/Dragonblack
- The Waiting, Regie: Jane Fallowfield, RADA
- Henry V, Regie: Ellis Jones, Queen Mary 2 World Tour
- Romeo & Juliet, Regie: Ellis Jones, Queen Mary 2 World Tour
- Amadeus, Regie: Michael Anthony Gremo, California Theatre – Elite Theatricals
- Love Virtually, Regie: Clive Brill, Frinton Summer Festival